# カッピング療法

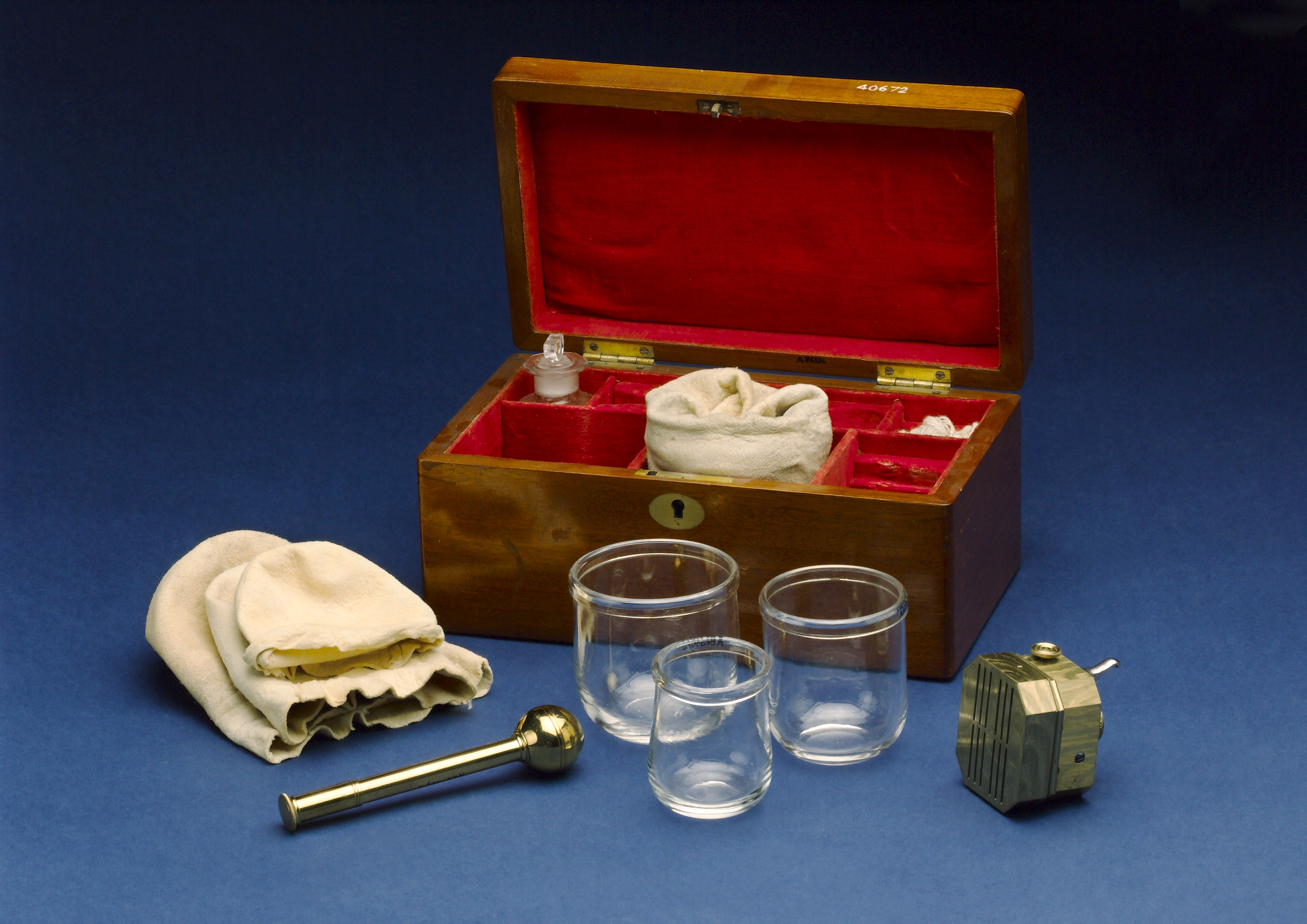
カッピングと瀉血セット（1860 - 1875年、ロンドン）

カッピング療法（カッピングりょうほう）は、ガラス容器（吸い瓢、すいふくべ、吸角）などを用いて皮膚を吸引し、その部分を鬱血状態にすることにより血行促進や老廃物の排出を促す伝統医療である。皮膚に当てる前にカップに炎を当てて酸素を除去するか、皮膚に当てた後にカップに吸引装置を取り付けて、カップ内に陰圧を発生させる。ドライカッピングは、皮膚に穴を開けず、ウェットカッピングは、皮膚に穴を開け、血液をカップに流入させる。アジアを中心に、東欧、中東、中南米において民間療法として行われている。吸い玉療法、吸角法とも呼ばれる。
カッピングは疑似科学であり、その施術は偽医療であるとされている。カッピングの施術者は、発熱、慢性腰痛、食欲不振、消化不良、高血圧、ニキビ、アトピー性皮膚炎、乾癬、貧血、脳卒中のリハビリ、鼻づまり、不妊、月経痛など、さまざまな病状にカッピング療法が有効だと主張する。しかし、それが健康に役立つという証拠は不十分であり、痣（あざ）や皮膚の変色などの副作用がある。

## 科学的評価

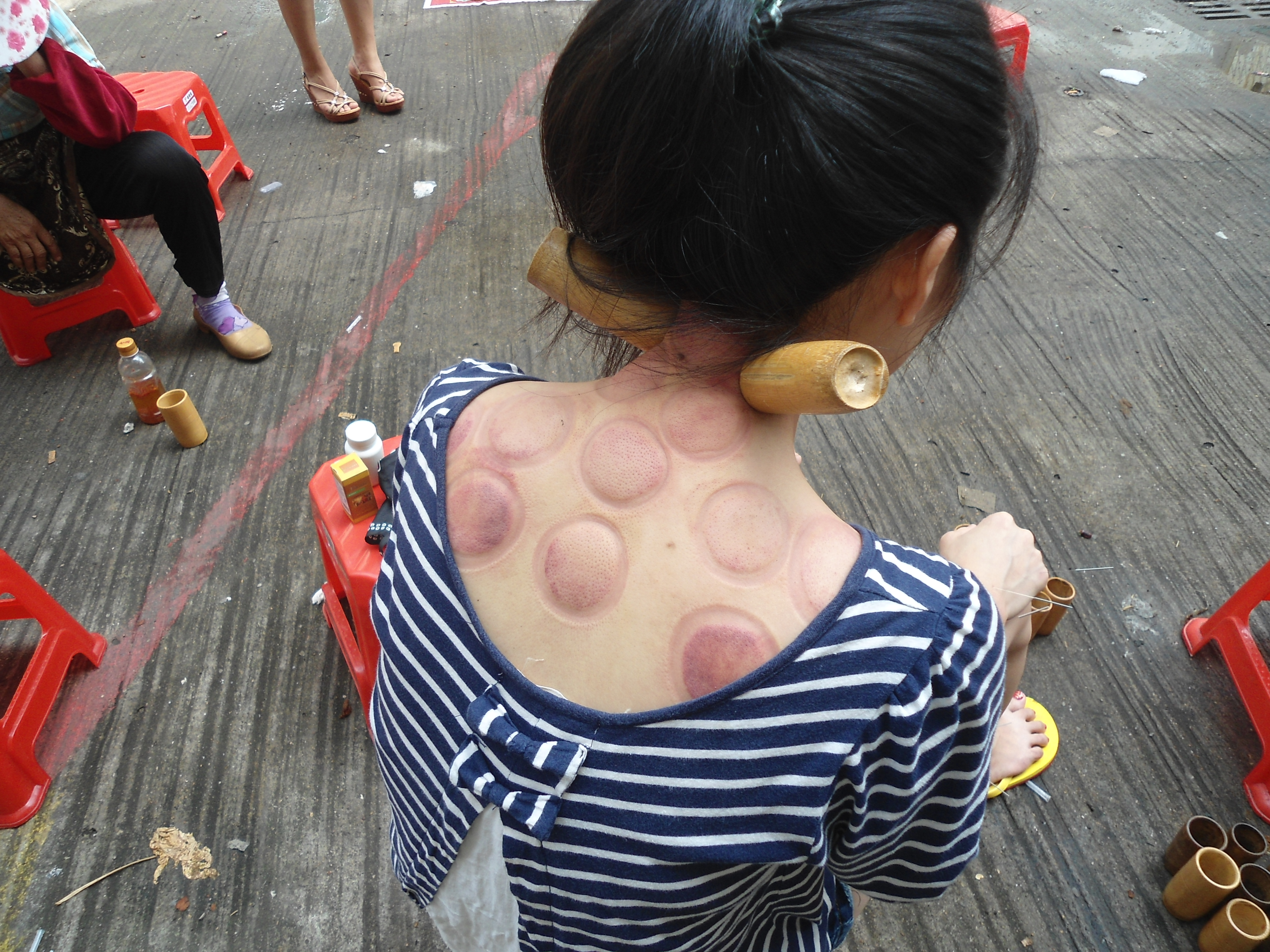
中国・海南省海口市の道端でカッピング療法を受ける女性

痛みの軽減に役立つかもしれないが、エビデンスとしての質は低い。カッピングが他の症状に役立つかどうかについては、十分に質の高い研究がない。2011年に行われたシステマティック・レビューでは、「カッピングの有効性は、現在のところ十分に証明されていない」と評価され、痛みの治療に対する有効性を示すレビューは「ほとんどが質の低い一次研究に基づいている」と評価された。これは、カッピングを支持するこれまでのエビデンスが「不合理な設計と質の低い研究」の結果であることを示した2014年のレビューによって裏付けられた。
アメリカがん協会は、「カッピングに健康上の利益があるという主張は、科学的根拠がない」と指摘し、また、この治療には火傷のリスクがわずかにあると述べている。
疑似科学的なデトックス（解毒）の儀式として、カッピングの支持者は、体から毒素を体から取り除くことができると主張をしている。また、カッピングが「血流を改善」し、筋肉痛を改善すると主張している。 ジェームズ・ハンブリンは、カッピングによるアザは「血の塊であり、凝固した血液は、流れていない」と指摘する。  
代替医療の批判者たちは、カッピング療法に反対の声を上げている。ハリエット・ホールとマーク・クリスリップは、カッピングを「無意味な疑似科学」、「有名人の流行」、「意味不明」と評し、カッピングがプラセボより効果があるという証拠はないと述べている。薬理学者のDavid Colquhounは、カッピングは「笑える...そして全くありえない」と書いている。外科医のDavid Gorskiは、「リスクばかりでメリットがない」「現代医学にはふさわしくない」と評価している。

## 安全性
アメリカ国立補完統合衛生センター（NCCIH）によると、カッピングは、皮膚の持続的な変色、傷跡、火傷、感染症などの副作用を引き起こす可能性があり、湿疹や乾癬（かんせん）を悪化させることがある。頭皮へのカッピングについては、頭蓋内で出血したり、出血による貧血など、重篤な副作用が起きた事例もある。また、カッピング器具は血液で汚染されることがあるため（ウェットカッピングでは意図的に、ドライカッピングでは不注意に）、滅菌や消毒を怠ると、B型肝炎やC型肝炎などの血液による感染症が患者の間で広がる恐れがある。
吸引により、皮膚の真皮乳頭層の毛細血管が破れて痣（あざ）になることがある。赤血球は皮膚に留まり、死んで自己分解を経て体内で代謝されると、黒、青、緑、黄と色が変化していく。このあざがカッピングの唯一の生理的効果であり、医学的効果を伴うものではない。これらの跡は、子供にカッピングを行った場合、児童虐待の兆候と間違われることがある。
ウェットカッピング（瀉血を伴うカッピング）では、稀に重篤な合併症が報告されており、壊死性筋膜炎を発症した症例や、死亡に至った例も確認されている。特に無資格者による施術や衛生管理の不備は、こうした重篤な合併症や死亡のリスクを高めることが指摘されている。

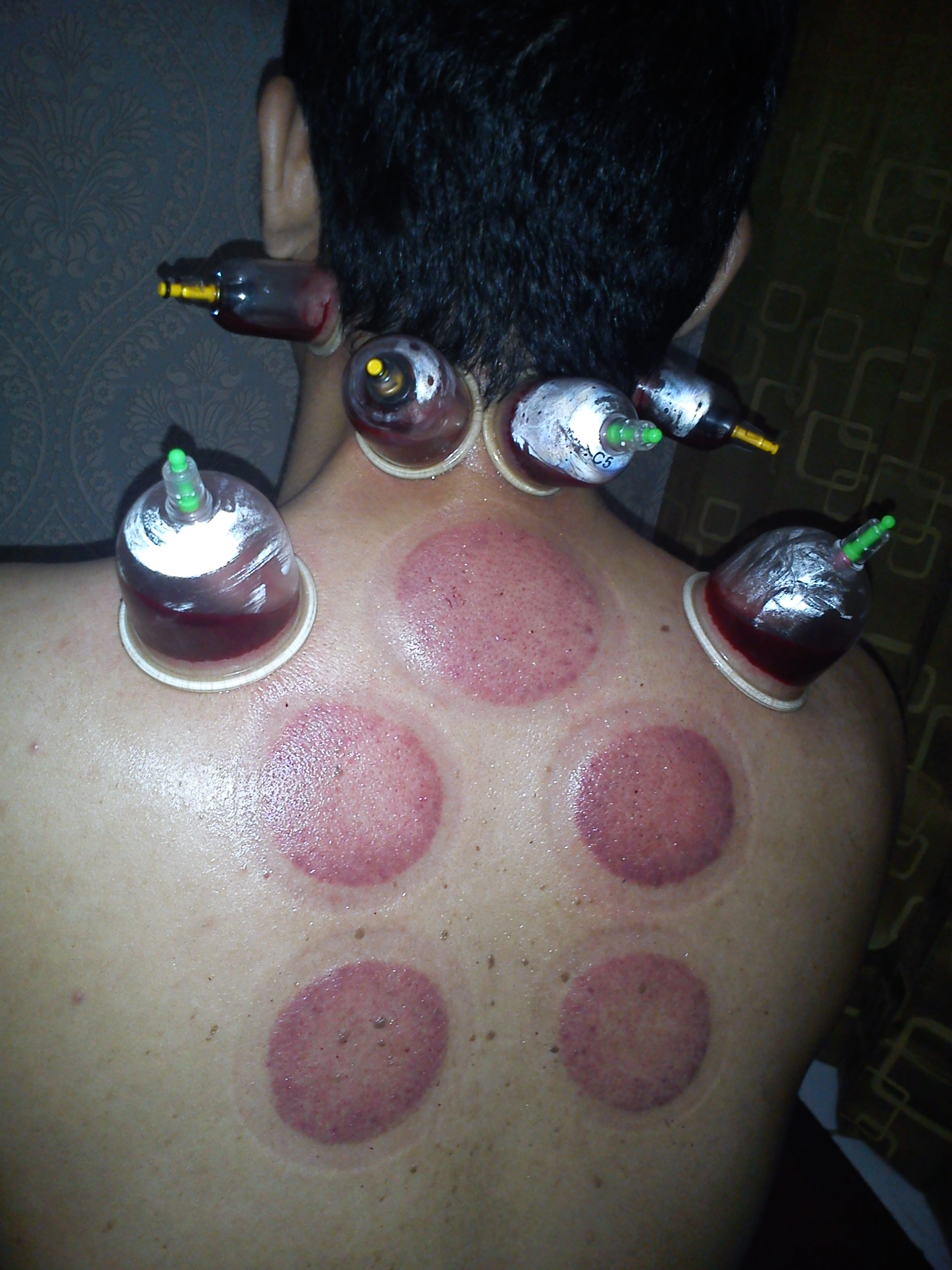
ウェットカッピング療法を受ける人
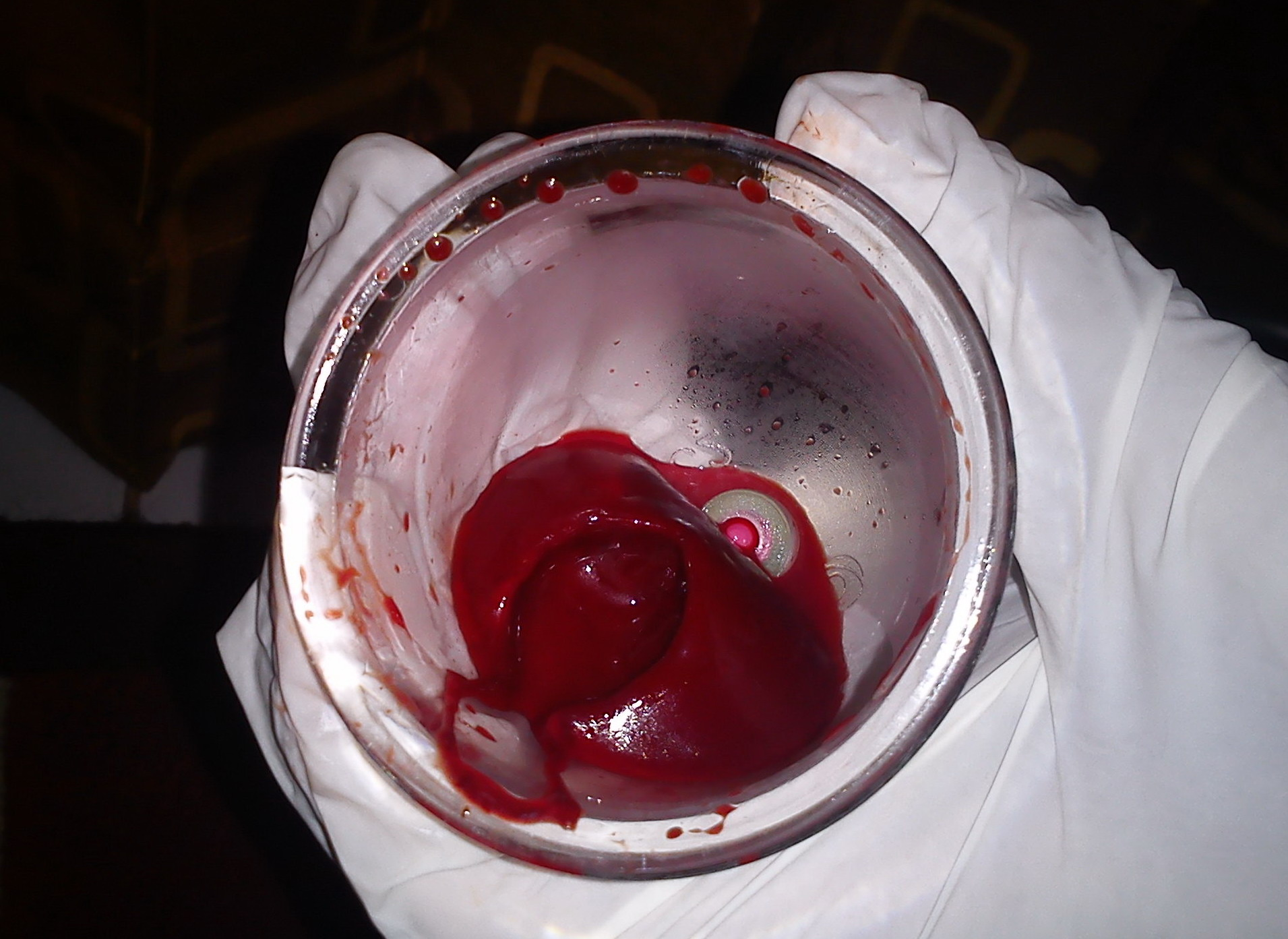
ウェットカッピングによる採血

## 主張される用途
発熱、疼痛、食欲不振、消化不良、高血圧、ニキビ、アトピー性皮膚炎、乾癬、貧血、脳卒中リハビリ、鼻づまり、不妊症、月経困難症など、さまざまな症状に対してカッピング療法が行われている。
作用機序は、ツボに使用することで、何らかの「毒素」「滞った血液」「生命エネルギー」を除去すると主張している。

### 伝統中国医学
中国語でカッピングは拔罐（báguàn）と呼ばれる。伝統中国医学（TCM）では、風邪や肺炎、気管支炎などの呼吸器系疾患を治療するために、滞った血液やリンパの停滞（よどみ）を取り除き、気の流れを良くするために行う。また、背中、首、肩、その他の筋骨格の症状にも使用される。TCMでは、皮膚潰瘍や妊婦の腹部や仙骨部へのカッピングは推奨されない。

## 手法

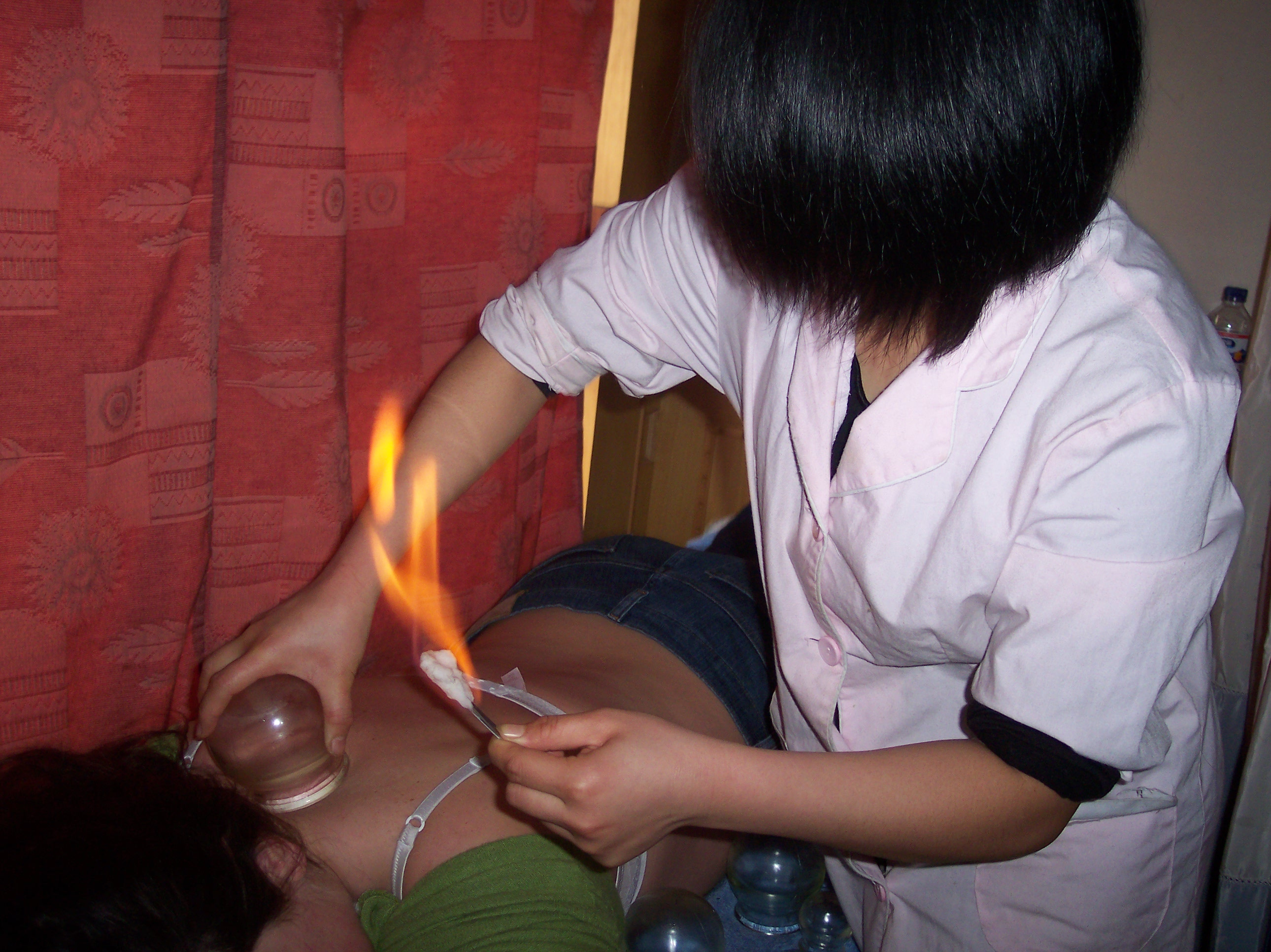
ファイアカッピング療法を受ける人

詳細は施術者、社会、文化によって異なるが、カップ内の空気を加熱してその後冷却するか、機械的なポンプによって部分的に真空状態にすることで、対象部位に置いたカップに組織を吸引する。伝統的なカップの代わりに、最新の吸引装置が使用されることもある。
カッピング療法の種類には、4つの異なる分類方法がある。1つ目は、「技術的なタイプ」に関するもので、ドライ、ウェット、マッサージ、フラッシュカッピング療法などがある。2つ目は、「吸引力に関するタイプ」に関するもので、軽・中・強程度がある。3つ目は、「吸引方法」に関するもので、火力、手動吸引、電気吸引カッピング療法などがある。4つ目は「カップ内の材料」に関するもので、ハーブ製品、水、オゾン、もぐさ、鍼、磁気カッピング療法などがある。
様々な素材のカップ
- ガラス
- プラスチック
- 竹
- ホーン（銅）
- 青銅

## 社会と文化
現在におけるカッピングは、日常生活で治療に使用する有名人やスポーツ選手によって、広められてきた。グウィネス・パルトロウやジェニファー・アニストンなどのハリウッドセレブも、レッドカーペットでローカットのドレスを着て、ファッションの一部としてカッピングのあざを披露している。ハリウッドでは、現代のデトックスブームの流行に乗り、吸引することで体内から何らかの「毒素」を取り除くことが出来ると主張している。
ナショナル・フットボール・リーグ（NFL）のデマーカス・ウェア選手やオリンピック選手のアレクサンダー・ナドゥール、ナタリー・コーグリン、マイケル・フェルプスなど、アメリカのスポーツ界の有名人もカッピングを使用している。医学博士のブラッド・マッケイは、カッピングを「古代の役に立たない伝統療法」と呼び、オリンピックのアメリカ合衆国選手団は「彼らに続く」かもしれないファンに対して大きな害を与えていると書いている。スティーブン・ノヴェラは、「オリンピックを含むエリート陸上競技が、疑似科学の温床になっているのは残念だ」と指摘している。
水泳選手のマイケル・フェルプスは、2016年のリオデジャネイロオリンピックで、背中にできたカッピングによる紫色のあざが注目された。彼は「回復を早める」ために、毎大会前にカッピングを行うことで知られている。
日本でも2023年1月の大相撲で、貴景勝のカッピング痕が話題になった。
ジョージ・オーウェルのエッセイ「貧しい者の死に様」にもカッピングの記述があり、彼はパリの病院で時代遅れの施術が自分に行われていることに驚いたという。
フランスにはスライドカッピングと呼ばれる施術があり、セルライトの緩和などに利用されている。

## 歴史

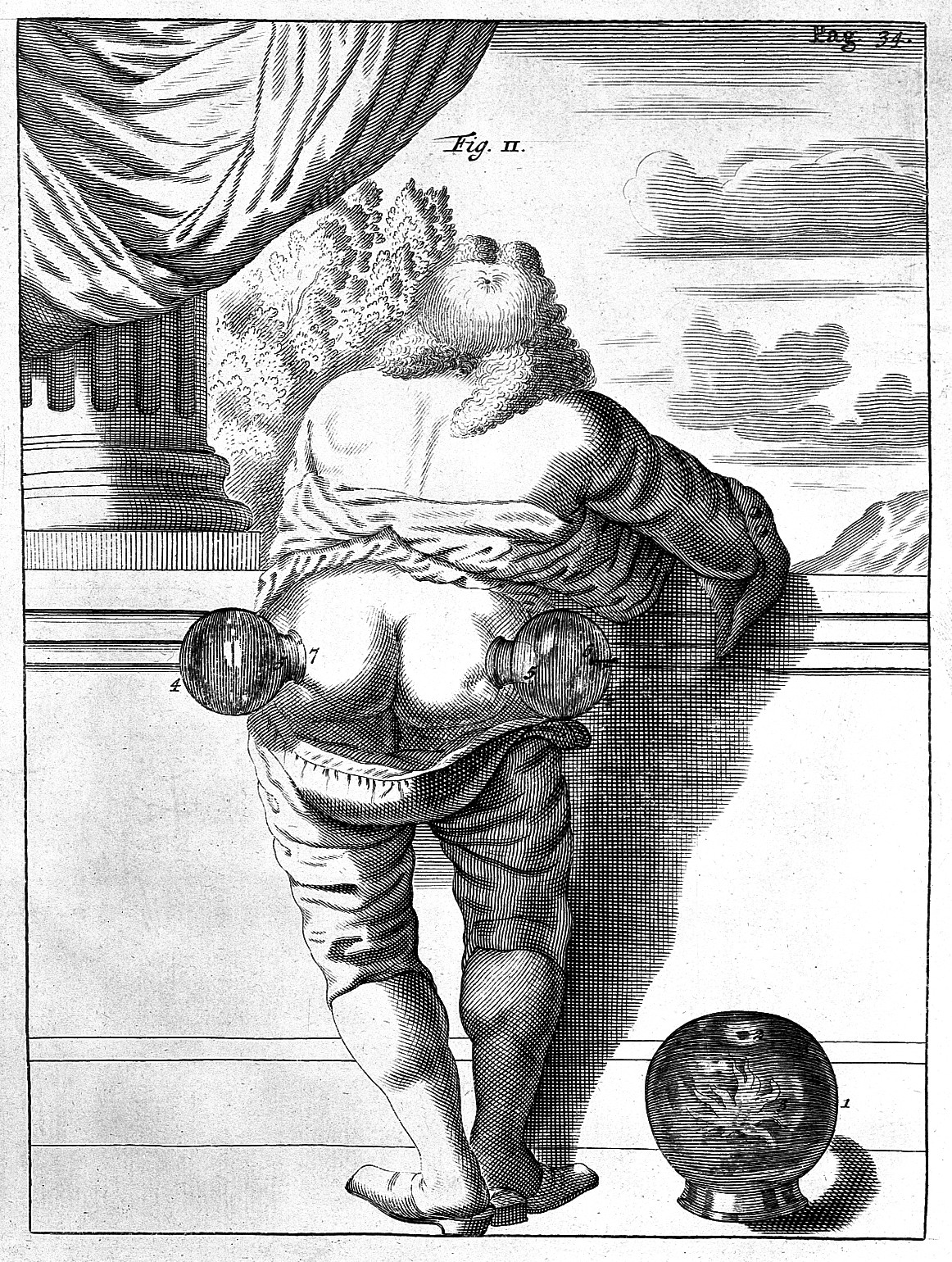
1694年に出版された医学書「Exercitationes practicae」のイラストには、尻にカッピングする男性が描かれている

カッピングの起源は明らかではない。古代ギリシャでは、ヒポクラテス（紀元前460年 - 370年頃）が内臓疾患などの問題にカッピングを用い、ローマの外科医は瀉血に用いたという。この方法は、イスラム教の預言者ムハンマドが強く推奨していたため、イスラム教徒の科学者たちによって実践、改良された。その結果、この方法は様々な形でアジアやヨーロッパの医療に広まった。また、マイモニデスの健康書にもカッピングの記述があり、東欧のユダヤ人コミュニティでも使用されていた。20世紀初頭には、ウイリアム・オスラーが肺炎や急性骨髄炎への使用を推奨した。
イランの伝統医学では、傷跡を残すカッピングは瘢痕組織を除去し、傷跡を残さないカッピングは臓器を通して体を浄化するという考えから、ウェットカッピングが行われている。
北米のネイティブ・アメリカンは、悪霊を体から吸い出すためにカッピングを使用していた。
ロシアでは「真空バキューム・セラピー」とも呼ばれ、伝統的な治療法として一般家庭でも行われており、その歴史はルーシ時代に遡る。イヴァン3世の王子が痛風の治療後に死亡した際に、その原因としてカッピング療法が疑われたことから一時期下火となるが、17世紀ごろには医師による物理療法の一つとして一般的となった。
フィンランドでは、少なくとも15世紀頃からウェットカッピングがサウナで行われている。カッピングカップは牛の角で作られ、内部にバルブ機構があり、空気を吸い出して部分的に真空状態を作るものだった。現在でも、リラックス法や健康法の一環として行われている。

### アジア
中国では、道教の錬金術師で薬草学者の葛洪（281-341年）が、カッピングを最も早くに使ったと記録されている。唐の時代（618 - 907年）には、鍼灸と並んでカッピングが確立され、医学部で教えられていた。中国では、1950年代から伝統的な漢方医学として病院で使用されている。中国では、鍼灸の理論的な経絡である「気」を利用し、吸引することで体の生命力を操ると考えられている。
日本でも中国の伝統中国医学の一技法である「抜罐」（バーグァン）の影響でいまでも広く行なわれている。
韓国では附缸治療またはカッピング・セラピーと呼ばれており、附缸（カッピングカップ）で患部を吸引して血流の量を増やす伝統的な民間療法が行われている。